# Anaulacomera bovicula
Anaulacomera bovicula är en insektsart som beskrevs av Rehn, J.A.G. 1917. Anaulacomera bovicula ingår i släktet Anaulacomera och familjen vårtbitare. Inga underarter finns listade i Catalogue of Life.